# اغتصاب جماعي
الاغتصاب الجماعي هو ما يحدث عندما تشارك مجموعة من الأفراد في اغتصاب ضحية ما. تنتشر حوادث الاغتصاب الجماعي الذي يرتكبه اثنين من المنتهكين، على الأقل، أو أكثر (في العادة لا يقلون عن ثلاثة)، في شتى أرجاء العالم. لكن المعلومات المنهجية والإحصائيات عن حجم هذه المشكلة محدودة.
أظهرت إحدى الدراسات أن المعتدين والضحايا في حوادث الاغتصاب الجماعي يكونون في العادة أصغر سنا، ويكثر فيهم العاطلون عن العمل، مقارنة بحوادث الاغتصاب التي يرتكبها جانٍ واحد.
يشار إلى الاغتصاب الجماعي أحيانا بالاغتصاب العصابي، اغتصاب الزمرة، أو الاغتصاب متعدد الجناة.

## أسباب وخصائص المشكلة
يتضمن الاغتصاب الجماعي، في العادة، ثلاثة أفراد أو أكثر من الرجال الجناة. ولهذا الاغتصاب خصائص تتجاوز تلك التي نجدها في الاغتصاب الفردي؛ فعلى سبيل المثال، يميل المغتصبون الجماعيون إلى أن يكنوا أصغر سنا ولهم باع في الجرائم المتسلسلة، وتكون العصابة في العادة تحت تأثير المخدرات أو الكحول، ويكونون من نفس العرق أو الدين أو محل الإقامة، وبذلك فهم يشكلون عصابة ضغط مترابطة، حيث يتأثر أفرادها ويتشجعون بسلوك رفاقهم الإجرامي. تكون الاغتصابات الجماعية في العادة أكثر عنفا، فالإصابات الجنسية وغير الجنسية التي تتلقاها الضحية تكون حادة وخطرة في معظم الأحيان. ذلك أن عصابة المغتصبين يتعمدون دائمًا إذلال ضحيتهم (أو ضحاياهم) المستهدفة، قبل وبعد ارتكاب الاغتصاب.
في دراسة قام فيها بورتر وأليسون بتحليل 739 حادثة اغتصاب جماعي وقعت في الولايات المتحدة والمملكة المتحدة، وجِد أن ما يزيد عن 20% من ضحايا الاغتصاب الجماعي لقوا حتفهم جراء الإصابات التي تلقوها أثناء اغتصابهم. وفي دراسة أجريت عام 2013، واستندت على بيانات بدأ تسجيلها منذ 25 عامًا في الولايات المتحدة وأوروبا، وجد أن ما يتراوح بين 10% إلى 20% من كل الاغتصابات كانت اغتصابات جماعية. وأن ما يقل عن واحد من كل ثلاثة جرائم اغتصاب جماعي هو ما يتم الإبلاغ عنه، بينما يتم الإبلاغ عن 1 من بين 20 محاولة اغتصاب جماعي باءت بالفشل.
أصدرت مجلة لانسيت الطبية تقريرا عن الاغتصاب والاغتصاب الجماعي في بنغلادش، الصين، كمبوديا، إندونيسيا، بابوا غينيا الجديدة، وسريلانكا أوضحت فيه أن دوافع هذه الجريمة متعددة، منها الشعور بالاستحقاق الجنسي، البحث عن المتعة، وأيضا كأسلوب لإلحاق العقاب بالضحية. ووجد أن العوامل المصاحبة للجريمة تضمنت الإفراط في الكحول، الفقر، تاريخ شخصي من الإيذاء أثناء الطفولة، الحاجة إلى إثبات القدرة المغايرة جنسيا، الهيمنة على النساء، والانتساب إلى العصابات والمشاركة في الأنشطة المتعلقة بها. كما وجد أن معظم هذه الحوادث لم يتم إبلاغ سلطات القانون عنها، وأن 23% فقط من الاغتصابات الفردية أو الجماعية هي ما يتم الإبلاغ عنها وتنتهي بسجن الجناة.
تأخذ الاغتصابات الجماعية أثناء الحروب الأهلية والاضطرابات الإثنية منحى إضافيا، حيث تصبح وسيلة للانتقام، توجيه رسالة إلى مجتمع الضحايا، إلقاء الخوف في قلوب خصومهم، وإضفاء حس من التعاضد بين الجنود أو المسلحين أو أي جماعة عنيفة.
يقدم الاغتصاب الجماعي في الإعلام بشكل نمطي على أنه جريمة تعزى إلى الفقر، الأقليات، أو الثقافة. ومع ذلك، فمعدلات الاغتصاب الجماعي مرتفعة في حرم الجامعات الراقية، وفي كل الثقافات وعند من ليسوا من الأقليات. ينتشر في شتى البلدان ميل إلى لوم الضحية، لكن في حالة الاغتصاب الجماعي، يتم التفكير في النية المسبقة لارتكاب الجريمة، الضحايا المستهدفين، العقل الجمعي، والأسباب النفسية. يزداد معدل وقوع حوادث الاغتصاب الجماعي عند وقوع أحداث معينة، كالحروب الأهلية، بروباغاندا الكراهية، والصراعات الإثنية.
وفقا لإحدى الدراسات، وجد أن ما يزيد عن 70% من ضحايا حوادث الاغتصاب الجماعي يغتصبون من قبل جناة من نفس عرقهم ودينهم. وتحظى حوادث الاغتصاب الجماعي التي تتضمن ضحية وجناة من عرق أو دين أو طبقة اجتماعية مختلفة بتغطية أوسع وأكبر.
يمكن أن يفسر الاغتصاب الجماعي بوصفه مثالا على دوامة الجريمة الجماعية. أي أن جماعة من الأفراد قد تبدأ سلوكا ابتدائيا معينا يتسبب في انجرافهم نحو ارتكاب الجريمة التي كانت بعيدة للغاية عن نية المشاركين المسبقة. وأثناء هذه العملية، يشارك كل فرد من الجماعة بدور معين يفضي إلى تطور دوامة الجريمة –وحتى في حالة الأفراد السلبيين الصامتين، فهم أيضا يدعمون دوامة الجريمة بمحض وجودهم. وتعد هذه العملية دوامة جريمة جماعية لأن معظم أفراد الجماعة لا يقومون بمثل هذه الأفعال إلا أثناء التفاعل مع بعضهم البعض في جماعتهم، الأمر الذي يقودهم إلى الانحراف عن سلوكهم الاعتيادي. فخلال هذه الأحداث، يعمل التفاعل بين الجماعة على تزويد الأفراد بعامل «الاستطاعة» في دوامة الجريمة، فرغم أن كل فرد في الجماعة لا يملك دائمًا حسا داخليا باستطاعته وسماحه لنفسه بالتصرف على نحو إجرامي (أي الاشتراك في اغتصاب جماعي)، إلا أن القوة التي يتلقاها الفرد من الجماعة تزوده بهذا الحس وتسمح له بالتصرف على ذلك النحو. وبنفس هذه الطريقة، قد يزود التفاعل بين الجماعة الأفراد بمحفز «الوجوب»، وبذلك تقود القوى الاجتماعية داخل الجماعة نحو الاغتصاب. وفي جميع الحالات، يتسبب التفاعل بين أعضاء جماعة ما أثناء دوامة الجريمة في نهوض معايير ذاتية تشارك في إحداث تطور إضافي لدوامة الجريمة إلى أن تصل في ذروتها إلى إتمام الاغتصاب.

## في دول معينة
هذه قائمة غير كاملة بالدول التي تعترف الحكومة والإعلام فيها بحوادث الاغتصاب الجماعي.

### بنغلادش
نشرت لانسيت دراسة عام 2013 تفيد بأن 1.9% من كل الرجال القرويين في بنغلادش قد ارتكبوا عدة جرائم اغتصاب جماعي لامرأة ليست رفيقتهم، في حين كانت نسبة الرجال المدنيين 1.4%. وأوضحت الدراسة أن 35% من أولئك الذين اشتركوا في اغتصابات جماعية قاموا أيضا بارتكاب اغتصابات أخرى كان ضحيتها رجلا. تضمنت دوافع الاغتصاب خليطا من الأسباب. فقد ادعى ثلثا المغتصبين الجماعيين أن دافعهم كان المتعة، وادعى 30% أن الدافع كان الغضب وإلحاق العقاب بالضحية، بينما أوضح 11% أن الجريمة سُبقت بتناول للكحول.

### البرازيل
ينتشر الاغتصاب الجماعي، أو (estupro coletivo) في البرازيل. ففي مدينة ريو دي جانيرو وحدها، يتم الإبلاغ عن أكثر من 6000 حادثة اغتصاب كل عام (أو 37 ضحية لكل 100000 شخص). تراوح المعدل العالمي بين 26 و32 لكل 100000 امرأة في 2009. وقد بلغت معدلات الاعتقال بسبب شكاوى الاغتصاب 4% في مدينة ريو. كما أن 19.6% من جميع حوادث الاغتصاب في 2011 كانت اغتصابات جماعية.

### كندا
من أسباب الجريمة التي يتم الإبلاغ عنها في كندا: تأثير الأقران والاعتداء الجنسي. ومنذ عام 1983، لا تقوم كندا بتتبع إحصائيات الاغتصاب أو الاغتصاب الجماعي بشكل منفصل، بل تتابعها وتنشرها في تقارير الاعتداء الجنسي من الدرجة الثالثة، والذي يتضمن الاغتصاب والاغتصاب الجماعي معا. يصل متوسط ضحايا الاعتداء الجنسي من الدرجة الثالثة في كندا إلى 15 لكل 100000 امرأة، و0 لكل 100000 رجل، وفقا لإحصائية أجريت عام 2013.

### الصين
يدعي استطلاع أجري بجامعة تينجان عام 2013 أن 20% من الرجال اعترافوا بأنهم آذوا شركائهم جسديا.
توضح دراسة أجرتها لانسيت أن استطلاعا على الإنترنت أجري على 980 رجلا صينيا، أوضح أن 2.2% منهم اعترفوا بارتكابهم اغتصابا جماعيا (اغتصاب متعدد الجناة) تجاه امرأة ليست شريكتهم. ونحو 36% من الجناة قد اغتصبوا أكثر من امرأة واحدة، و50% من أولئك الذين ارتكبوا اغتصابا جماعيا قد اغتصبوا شريكا اثناء اغتصاب فردي وارتكبوا أيضا اغتصابا جماعيا تجاه ضحية ليست بشريكة، بينما 32% منهم شاركوا في اغتصابات جماعية تجاه رجال، وليس نساء فحسب. كما وجدت الدراسة أن 90% من المغتصبين كانوا في جماعات من الذين تتراوح أعمارهم بين 15 إلى 29 في الوقت الذي ارتكبوا فيه أول جريمة اغتصاب.
في يوليو عام 2013، اتهم ابن جنرال صيني مع أربعة رجال آخرين بمشاركتهم في اغتصاب جماعي. وقد أدت هذه القضية إلى إثارة قدر كبير من الغضب الشعبي تجاه التمييز في معاملة مجرمي الاغتصاب الجماعي من النخبة.

### مصر
تم الإبلاغ عن ما يجاوز 2000 حادثة اغتصاب جماعي أثناء الاحتجاجات المدنية في مصر منذ يناير وحتى مارس 2013، إلا أن النشطاء يدعون أن ما يزيد عن ذلك يقع دون إبلاغ بسبب خجل النساء الشديد من الذهاب إلى الشرطة أو حتى من معرفة أقاربهم.
قامت حشود في ميدان التحرير، في يوليو 2013، بالاعتداء والاغتصاب الجماعي لما لا يقل عن 46 امرأة في 4 أيام. كما اغتصبت صحفية هولندية جماعيا في ميدان التحرير. وقد تم الإبلاغ عن اغتصابات واعتداءات جماعية مشابهة من قبل صحفية أمريكية عام 2011. وفي استطلاع منفصل، ادعى 90% من النساء المصريات أنهن عانين عنفا جنسيا أثناء حياتهم.

### فرنسا
تقع في فرنسا ما بين 5000 إلى 7000 حادثة اغتصاب جماعي يتم الإبلاغ عنها كل عام.
تسمى الاغتصابات الجماعية المنظمة في بونليو بالتمريرات الدائرية. وقد كانت سميرة بليل من أوائل الذين جذبوا الانتباه لثقافة الاغتصاب الجماعي، ونشرت كتابا باسم «في جحيم الاغتصاب الجماعي».
في أكتوبر 2012، أبلغت فتاتان من ضاحية باريس فونتوني سو بوا عن معاناتهن من اغتصابات جماعية يومية في منطقة الأبراج الشاهقة، وأن ذلك يحدث أحيانا من قبل عشرات الأولاد. وقد أفاد أحد الشهود بأن 50 ولدا اصطفوا لاغتصابها. تمت تبرئة 10 من الأربعة عشر المدعى عليهم والذين كانوا قاصرين حين ارتكابهم الاغتصاب الجماعي، في حين تلقى البالغون الأربعة حكما بالسجن من 0 إلى 12 شهرا. وقد صدمت هذه القضية البلد بأكمله. وفي عام 2014، جذبت قضية زعمت فيها سائحة كندية أن أربعة ضباط شرطة اغتصبوها انتباها عالميا.

### الهند
صنفت الهند كواحدة من الدول ذات النصيب الأقل من معدلات الاغتصاب لكل فرد. وكما هو الحال مع دول أخرى، لا تجمع الهند بيانات منفصلة حول الاغتصاب الجماعي. كما يشار أيضا إلى قلة الإبلاغ عن حوادث الاغتصاب في الهند.
جذب اغتصاب طالبة في سن 23 في حافلة عامة يوم 16 من ديسمبر 2012 انتباها عالميا، وأشعلت احتجاجات كبيرة في أنحاء العاصمة الهندية ديلهي. ومن ضمن جرائم الاغتصاب الجماعي الأخرى التي أبلغ عنها، حادثة اغتصاب سائحة أمريكية من قبل ثلاثة من الرجال النيباليين في هيماجل برديش، وغيرها من حوادث اغتصاب جماعي تكون فيها الضحية والمغتصبون من طبقات مختلفة. gang rape where the victim and rapists were of different النظام الطبقي في الهند.